# یواس‌اس کورتنی (اس‌پی-۳۷۵)
یواس‌اس کورتنی (اس‌پی-۳۷۵) (به انگلیسی: USS Courtney (SP-375)) یک کشتی بود که طول آن ۱۵۶ فوت (۴۸ متر) بود. این کشتی در سال ۱۹۱۲ ساخته شد.